# Хорошаєво
Хороша́єво (рос. Хорошаево, башк. Хорошаев) — присілок у складі Караідельського району Башкортостану, Росія. Входить до складу Урюш-Бітуллінської сільської ради.
Населення — 20 осіб (2010; 14 у 2002).
Національний склад:
- росіяни — 100 %